# Medicina tradicional
Según la definición de la OMS, la medicina tradicional es:

La suma total de conocimientos, habilidades y prácticas basadas en teorías, creencias y experiencias oriundos de las diferentes culturas, sean o no explicables, y usados en el mantenimiento de la salud, así como en la prevención, diagnosis o tratamiento de las enfermedades físicas o mentales.

De acuerdo al epistemólogo argentino Mario Bunge, las medicinas tradicionales no distinguen el síntoma subjetivo del signo o indicador objetivo, no miden ninguna variable y no hacen ensayos clínicos ni disponen de estadística; además, con excepción de ciertos consejos profilácticos y dietéticos, la medicina contemporánea no usa casi ninguno de los conocimientos de las medicinas tradicionales.

## Uso e historia

### Historia clásica
En el registro escrito, el estudio de las hierbas se remonta 5.000 años atrás a los antiguos Sumerios, que describieron usos medicinales bien establecidos para las plantas. En la medicina del antiguo Egipto, el papiro de Ebers de hacia 1552 a. C. registra una lista de remedios populares y prácticas médicas mágicas. El Antiguo Testamento también menciona el uso y cultivo de hierbas en relación con la Kashrut.
Muchas hierbas y minerales utilizados en Ayurveda fueron descritos por antiguos herbolarios indios como Charaka y Sushruta durante el primer milenio a. C. El primer libro de Herboristería china fue el Shennong Bencaojing, compilado durante la dinastía Han pero que data de una fecha muy anterior, que más tarde fue aumentado como el Yaoxing Lun' (Tratado sobre la naturaleza de las hierbas medicinales) durante la dinastía Tang. Entre los primeros recopiladores griegos reconocidos de los conocimientos herbarios existentes y actuales se encuentran Pitágoras y sus seguidores, Hipócrates, Aristóteles, Teofrasto, Dioscórides y Galeno.
Las fuentes romanas incluían Historia Natural'] de Plinio el Viejo y De Medicina de Aulo Cornelio Celso. Pedanius Dioscorides se basó en autores anteriores y los corrigió para su De Materia Medica, añadiendo mucho material nuevo; la obra se tradujo a varios idiomas, y a lo largo de los siglos se le añadieron nombres en turco, árabe y hebreo. Los manuscritos latinos de De Materia Medica se combinaron con una hierba latina de Apuleius Platonicus (Herbarium Apuleii Platonici) y se incorporaron al codex anglosajón Cotton Vitellius C. III. Estas primeras compilaciones griegas y romanas se convirtieron en la columna vertebral de la teoría médica europea y fueron traducidas por el persa Avicena (Ibn Sīnā, 980-1037), el persa Rhazes (Rāzi, 865-925) y el judío Maimónides.
Algunos fósiles se han utilizado en la medicina tradicional desde la antigüedad.

### Medioevo y posterior
La medicina indígena árabe se desarrolló a partir del conflicto entre la medicina basada en la magia de los beduinos y las traducciones árabes de las tradiciones médicas helénica y ayurvédica. La medicina española estuvo influida por los árabes desde 711 hasta 1492. Médicos islámicos y botánicos musulmanes como al- Dinawari and Ibn al-Baitar ampliaron significativamente los conocimientos anteriores de la materia médica. El tratado médico persa más famoso fue El canon de la medicina de Avicena, que fue una farmacopea temprana e introdujo ensayos clínicos. El Canon fue traducido al latín en el siglo XII y siguió siendo una autoridad médica en Europa hasta el siglo XVII.  El sistema Unani de medicina tradicional también se basa en el Canon.
Las traducciones de las primeras compilaciones romano-griegas fueron realizadas al alemán por Hieronymus Bock, cuyo herbario, publicado en 1546, se tituló Kreuter Buch. El libro fue traducido al Holandés como Pemptades por Rembert Dodoens (1517-1585), y del holandés al Inglés por Carolus Clusius, (1526-1609), publicado por Henry Lyte en 1578 como A Nievve Herball. Esto se convirtió en la obra de John Gerard (1545-1612) Herball or General Historie of Plantes. Cada nueva obra era una compilación de textos existentes con nuevas adiciones.
El conocimiento popular de las mujeres existía en paralelo no documentado con estos textos. Cuarenta y cuatro drogas, diluyentes, agentes aromatizantes y emolientes mencionados por Dioscórides todavía figuran en las farmacopeas oficiales de Europa. Los puritanos llevaron el trabajo de Gerard a los Estados Unidos donde influyó en la medicina indígena americana.
Francisco Hernández, médico de Felipe II de España pasó los años 1571-1577 recopilando información en México y luego escribió Rerum Medicarum Novae Hispaniae Thesaurus, del que se han publicado muchas versiones, entre ellas una de Francisco Ximénez. Tanto Hernández como Ximénez encajaron la información etnomedicinal azteca en los conceptos europeos de enfermedad como «cálido», «frío» y «húmedo», pero no está claro que los aztecas utilizaran estas categorías. El Florilegio medicinal de todas las enfermedades de Juan de Esteyneffer recopiló textos europeos y añadió 35 plantas mexicanas.
Martín de la Cruz escribió una hierba en náhuatl que fue traducida al latín por Juan Badiano como Libellus de Medicinalibus Indorum Herbis o Códice Barberini, latín 241 y entregada al rey Carlos V de España en 1552. Al parecer, se escribió con prisas e influenciado por la ocupación europea de los 30 años anteriores. Fray Bernardino de Sahagún utilizó métodos etnográficos para compilar sus códices que luego se convirtieron en la Historia General de las Cosas de Nueva España, publicada en 1793. Castore Durante publicó su Herbario Nuovo en 1585 describiendo plantas medicinales de Europa y de las Indias Orientales y Occidentales. Fue traducido al alemán en 1609 y durante el siglo siguiente se publicaron ediciones en italiano.

### América colonial
En la América de los siglos XVII y XVIII, los curanderos tradicionales, a menudo mujeres, utilizaban hierbas medicinales, terapia de ventosas y terapia con sangüijuelas. La medicina herbal tradicional de los pueblos nativos de América tenía tratamientos para la malaria, la disentería, el escorbuto, la sífilis no venérea y los problemas de bocio. Muchos de estos remedios herbales y populares continuaron durante el siglo XIX y el siglo XX, con algunas plantas medicinales que forman la base de la farmacología moderna.'.

### Uso moderno
La prevalencia de la medicina popular en determinadas zonas del mundo varía en función de las normas culturales. Parte de la medicina moderna se basa en fitoquímicos de plantas que se habían utilizado en la medicina popular. Los investigadores afirman que muchos de los tratamientos alternativos son «estadísticamente indistinguibles de tratamientos con placebo».

## Sistemas médicos tradicionales
Las civilizaciones urbanas, desde la egipcia y la mesopotámica, desarrollaron sistemas de medicina, que incluían un cuerpo conceptual o teórico, unas prácticas más o menos normalizadas, la regulación de la educación médica, de la pertenencia a la profesión y de las responsabilidades del médico.
La medicina occidental siguió un camino equivalente, donde el máximo peso le correspondía a la tradición, hasta el Renacimiento, cuando comenzó un auge de la investigación anatómica, y sobre todo hasta el desarrollo de las ciencias de la materia, como la química y la física, en el siglo XVIII, y de la biología fundamental, a partir del XIX. Solo en los últimos años la idea de que la teoría médica debe desarrollar sus conceptos científicamente, ha empezado a avanzarse que también la práctica médica, desde el diagnóstico hasta el seguimiento del paciente, pueden sacar ventaja de los procedimientos rigurosos de la ciencia. La medicina tradicional occidental, de origen grecolatino, ha sido desplazada en sus conceptos teóricos por la inspirada biológicamente.
La medicina egipcia era una medicina socialmente muy organizada, con profesionales y lugares específicos, pero siempre muy vinculada a la religión y al oficio sacerdotal. Ha dejado muy poca huella en las medicinas posteriores.
Otros sistemas han perdurado hasta nuestros días, y los sistemas de salud de los países correspondientes los han integrado en diversa medida. Son los siguientes:
- El ayurveda o medicina ayurvédica. Originada en la India en un tiempo indeterminado. A pesar de su nombre, no se menciona ninguna de sus medicinas en ninguno de los Vedas. Ha penetrado en algunos ambientes occidentales, donde representa una forma de medicina alternativa.
- La medicina tradicional china. Surgida en China hacia los siglos XIV o XIII a. C., era una práctica esencialmente mágica que, bajo la influencia del taoísmo y el confucianismo, evolucionó y adoptó una farmacopea
- La medicina grecoárabe o unani (lo que en árabe significa ‘griego’). Los hospitales que surgieron bajo su influencia atendían a los enfermos con independencia de su estatus social o religión. Eran instituciones laicas, pero en cualquier caso aprobadas y valoradas por el islam.
- La Medicina tradicional andina sustenta la salud en el equilibrio cálido/frío y el pensamiento animista del mundo, su metodología parte de explicar el sentido holístico de la vida, los agentes tradicionales de salud asumen su rol como un don divino y basan su intervención en la restitución del equilibrio con rituales y plantas medicinales.[27] La medicina kallawaya surgida en épocas pre-incaicas en los Andes que hoy son Bolivia, tiene una de las farmacopeas más ricas del mundo, motivo por el cual la UNESCO declaró la cosmovisión kallawaya como patrimonio cultural de la humanidad en 2003.[28] El curanderismo norteño se refiere a un sistema de creencias y prácticas de la medicina tradicional de corte chamánico que utiliza el cactus de San Pedro (Echinopsis pachanoi) y combina elementos originarios de Sudamérica y cristianos.[29][30]

En el caso de Mesoamérica el mejor ejemplo es Don Juan Badiano y don Martín de la Cruz.

## Etnomedicina
La etnomedicina es una especialidad de la antropología médica que estudia las medicinas tradicionales, especialmente las que carecen de fuentes escritas, con énfasis en los aspectos culturales, más que en los biomédicos.

## Crítica

### Preocupaciones de seguridad
Aunque 130 países tienen regulaciones sobre medicinas populares, existen riesgos asociados con su uso (es decir, zoonosis, principalmente porque algunas medicinas tradicionales todavía usan sustancias de origen animal). A menudo se supone que debido a que los supuestos medicamentos son naturales, son seguros, pero numerosas precauciones están asociadas con el uso de remedios a base de hierbas.

### Uso de especies en peligro de extinción

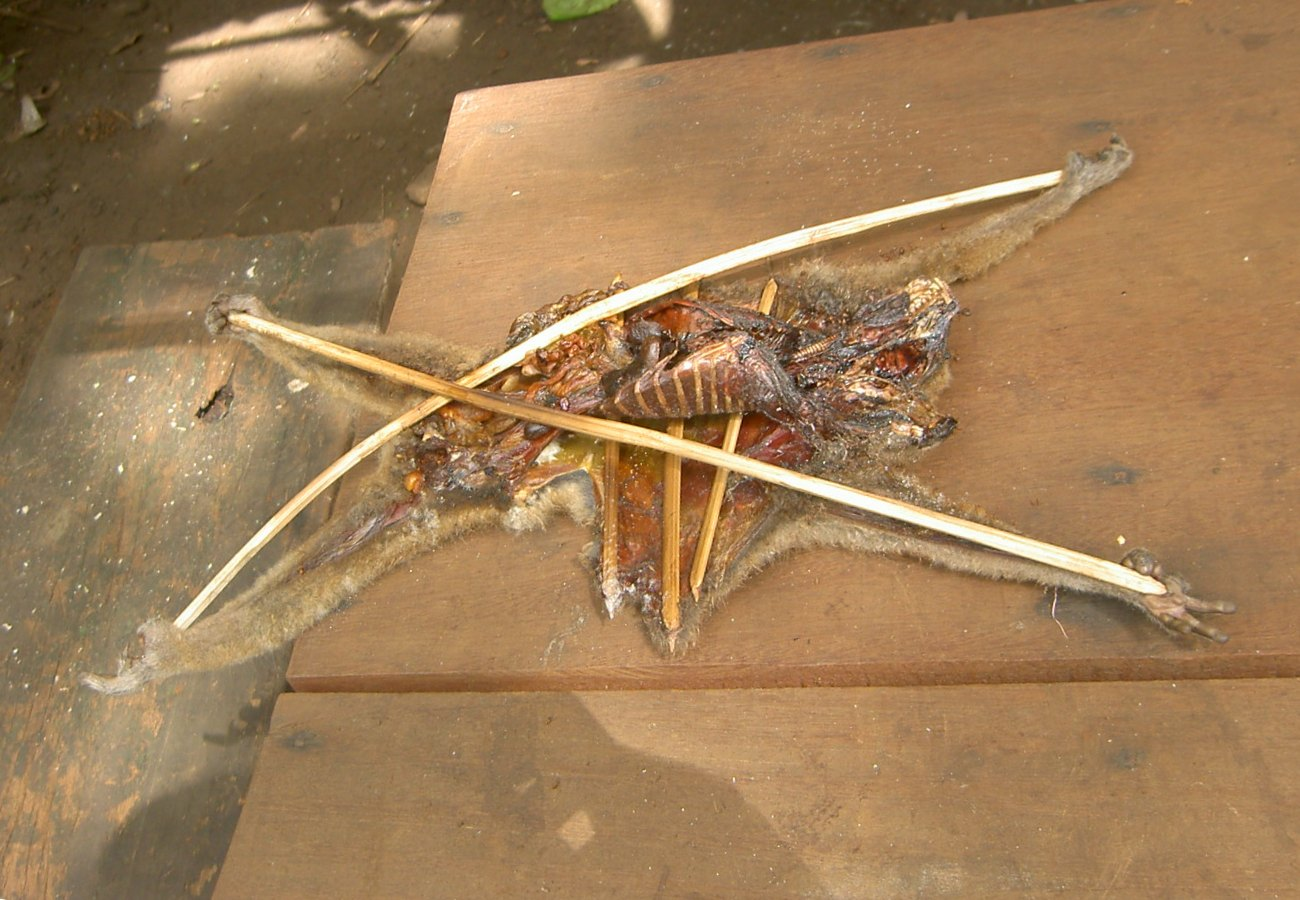
A veces, las medicinas tradicionales incluyen partes de especies en peligro de extinción, como los loris perezosos en el sudeste asiático.

Los animales en peligro de extinción, como los loris perezosos, a veces son sacrificados para hacer medicinas tradicionales.
Las aletas de tiburón también se han utilizado en la medicina tradicional, y aunque su eficacia no ha sido probada, está perjudicando a las poblaciones de tiburones y su ecosistema.
El comercio de marfil ilegal se remonta en parte a los compradores de medicina tradicional china. La demanda de marfil es un factor importante en la caza furtiva de especies en peligro de extinción, como los rinocerontes y los elefantes.
Los pangolines están amenazados por la caza furtiva, por su carne y escamas, que se utilizan en la medicina tradicional. Son los mamíferos más traficados en el mundo.